# 敘利亞-瑪拉巴禮天主教芝加哥聖多默教區
敘利亞-瑪拉巴禮天主教芝加哥聖多默教區（拉丁語：Eparchia Sancti Thomae Apostoli Chicagiensis Syrorum-Malabarensium）是東儀天主教在美國芝加哥的一個教區（敘利亞－瑪拉巴禮），直屬聖座。範圍包括美國全國。是該教會在印度以外第一個教區。
成立於2001年2月16日。2010年有教友86,000名。由四十七名司鐸名管理十八個堂區。現任教區主教為雅各·安加迪亞特。